# Szarvas

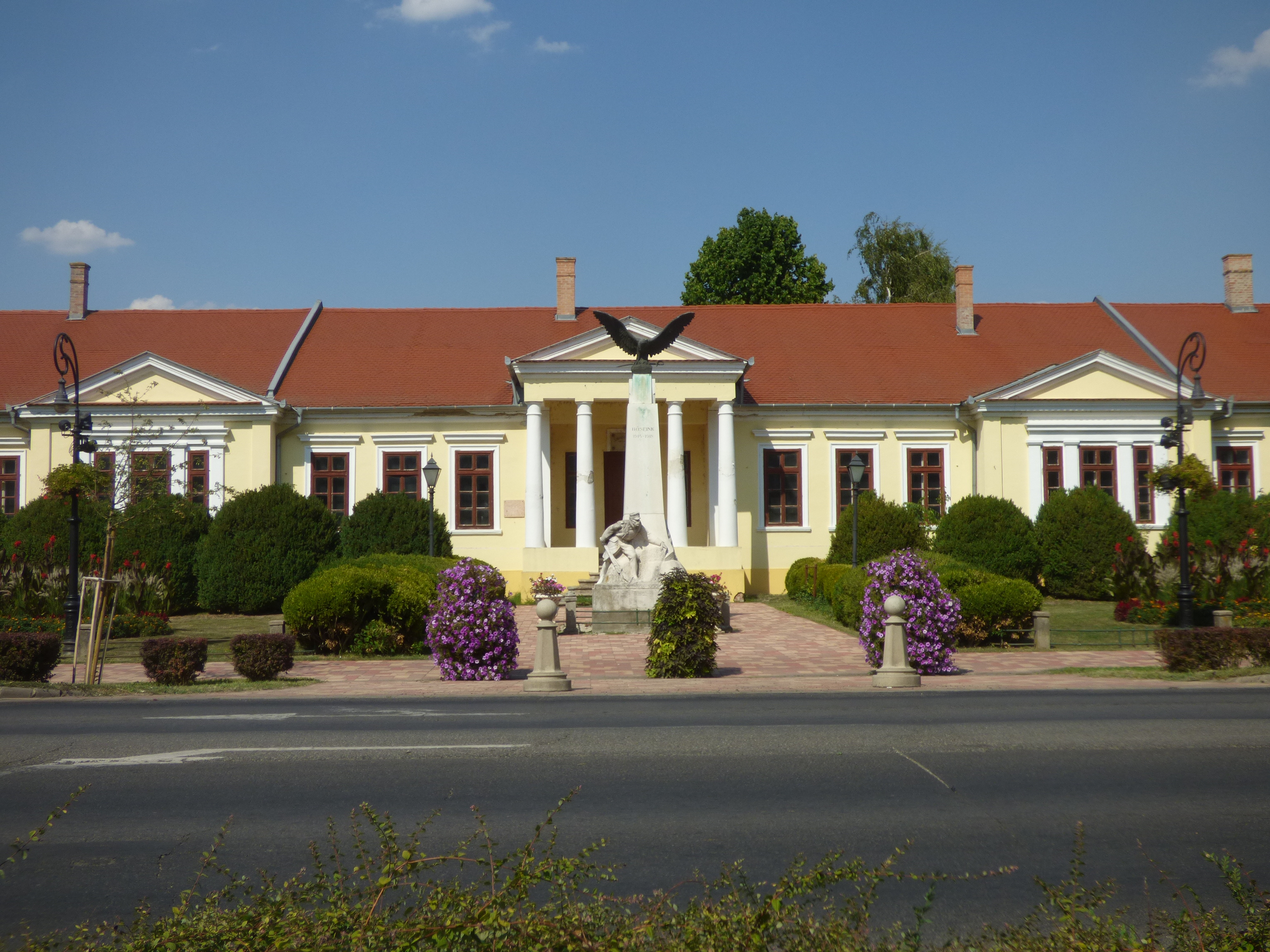
Schloss Mitrovszky

Szarvas [ˈsɒrvɒʃ] (slowakisch Sarvaš) ist eine ungarische Stadt im gleichnamigen Kreis im Komitat Békés. Mehr als fünf Prozent der Bewohner zählen zur Volksgruppe der Slowaken.

## Geografische Lage
Die Stadt liegt in der Ungarischen Tiefebene an einem Altarm des Flusses Körös und an der Nationalstraße 44 von Kecskemét über die Komitatshauptstadt Békéscsaba nach Gyula an der rumänischen Grenze.
Hinweis: Die Stadt lag im geographischen Zentrum des damaligen Königreiches Ungarn im Rahmen der Donaumonarchie.

## Bevölkerung
Im Jahr 2001 waren 89 % der Stadtbevölkerung ungarisch, 8 % Slowaken, 2 % Roma und 1 % anderer Volkszugehörigkeit (vor allem Deutsche, Rumänen und Slowenen).

## Geschichte
Die alte Siedlung auf dem gleichnamigen Hügel (ungarisch szarvas = Hirsch) erlosch in der Zeit der türkischen Herrschaft. 1722 wurde die Stadt durch Ansiedlung evangelischer Slowaken neu gegründet. Noch heute hat Szarvas einen Slowakisch sprechenden Bevölkerungsteil mit einer eigenen Grundschule.
Sámuel Tessedik (1742–1820), ein Pfarrer und Wissenschaftler, plante das streng schachbrettartige Siedlungsbild mit breiten Straßen, das die Stadt noch heute von anderen ungarischen Orten unterscheidet, und begründete eine der ersten Landwirtschaftsschulen Europas.
Im 19. Jahrhundert wurde von der Familie Bolza ein Arboretum angelegt (85 Hektar), eine Hauptattraktion der Stadt.
Seine heutige Bedeutung hat Szarvas als Zentrum der landwirtschaftlich geprägten Umgebung und als Standort zweier Forschungszentren (für Fischzucht und für Bewässerung), einer agrarwissenschaftlichen Hochschule, einer pädagogischen Hochschule und weiterer Schulen. Auch wird der Tourismus immer wichtiger (unter anderem Wassersport auf dem Körös-Altarm, Reitsport). Szarvas ist Mittelpunkt des Körös-Maros-Nationalparks.
Seit 1990 findet am westlichen Rand der Stadt jeden Sommer das Internationale Jüdische Jugendlager statt, das von der Lauder Foundation gesponsert wird.
Im September 2011 wurde durch die BayWa r.e Bioenergie GmbH Ungarns größte und modernste Biogasanlage offiziell in Betrieb genommen. In einer einjährigen Bauzeit wurde die Abfallverwertungsanlage mit einer Leistung von rund 4 Megawatt (MW) errichtet.

## Sehenswürdigkeiten
- Alte evangelische Kirche (evangélikus ótemplom) von 1788
- Römisch-katholische Kirche von 1812
- Arboretum, um 1830 angelegt, und Mini-Magyarország (Park mit Modellen bekannter Gebäude des historischen Ungarn)
- Sámuel-Tessedik-Museum (Tessedik Sámuel Múzeum)
- Schloss Mitrovszky (Mitrovszky-kastély)
- Pferdemühle von 1836, neben Tarpa eine der wenigen restaurierten Pferdemühlen aus dem 19. Jahrhundert in Ungarn
- Theater am Wasser (Víziszínház) von 2011 – Open-Air-Bühne am Altarm der Kreisch

## Persönlichkeiten
- Ján Kvačala (1862–1934), Theologe, Religionshistoriker und Hochschullehrer, besuchte zwischen 1872 und 1880 das Gymnasium in Szarvas
- Árpád Szendy (1863–1922), Komponist
- Endre Bajcsy-Zsilinszky (1886–1944), Politiker
- György Ruzicskay (1896–1993), Maler
- György Melis (1923–2009), Opernsänger
- Itamar Yaoz-Keszt (* 1934), israelischer Dichter und Übersetzer
- László Dankó (1939–1999), römisch-katholischer Geistlicher, Erzbischof von Kalocsa-Kecskemét 1987–1999
- Dóra Bodonyi (* 1993), Kanutin

## Galerie

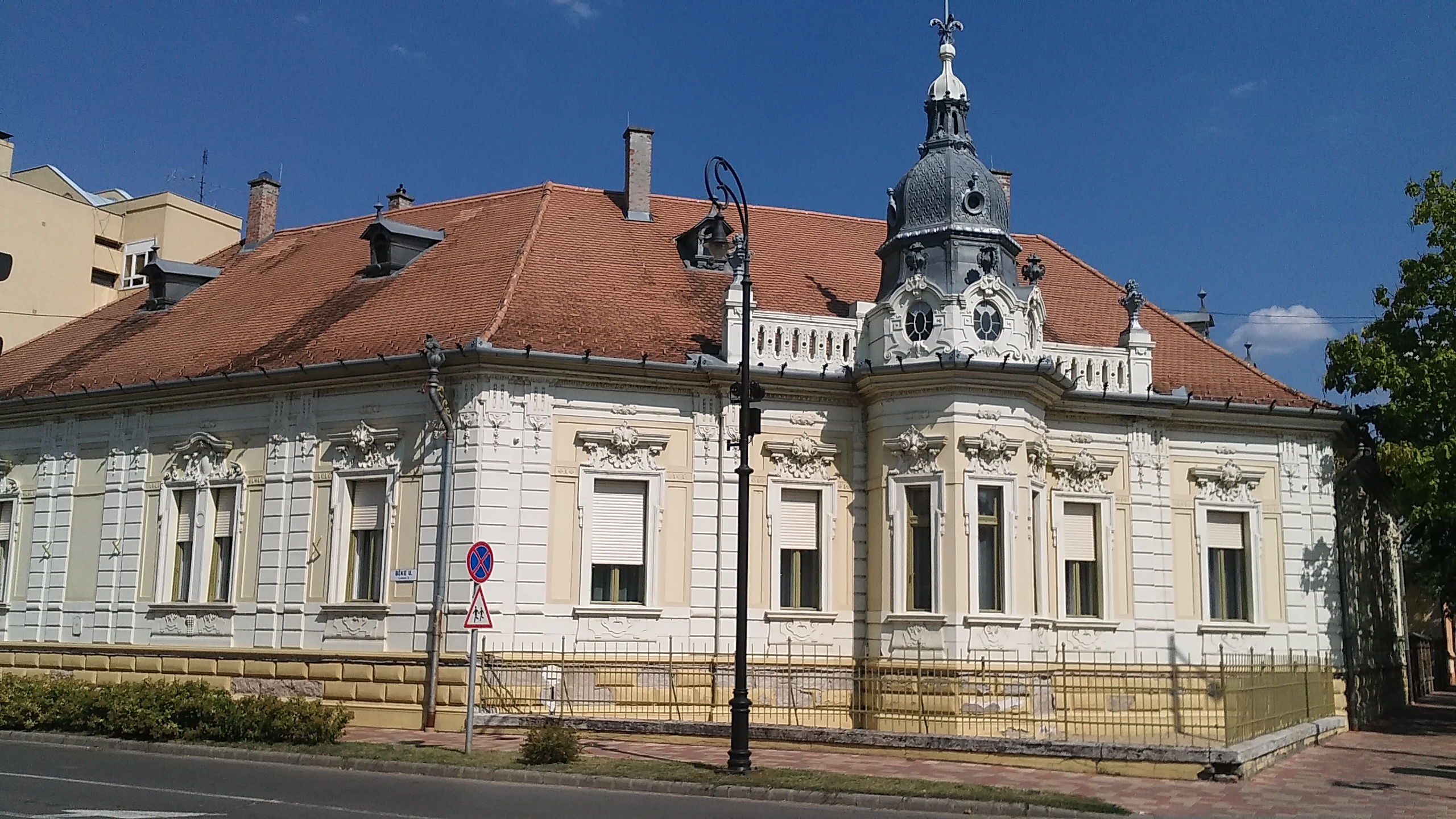
Historisches Gebäude
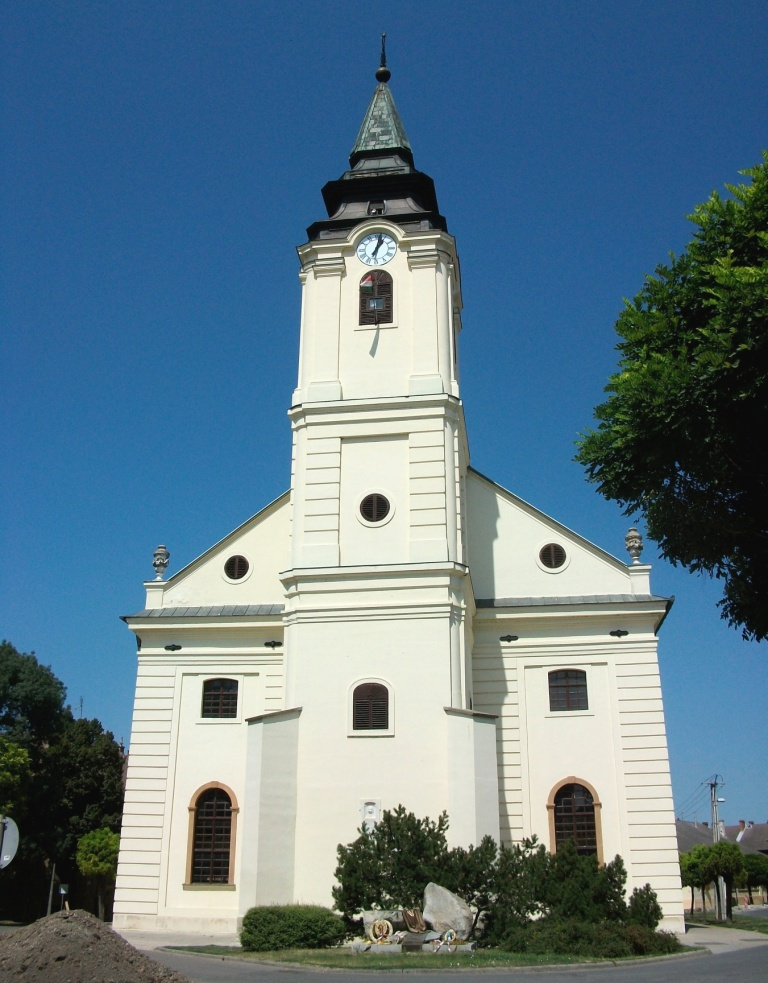
Evangelische Kirche
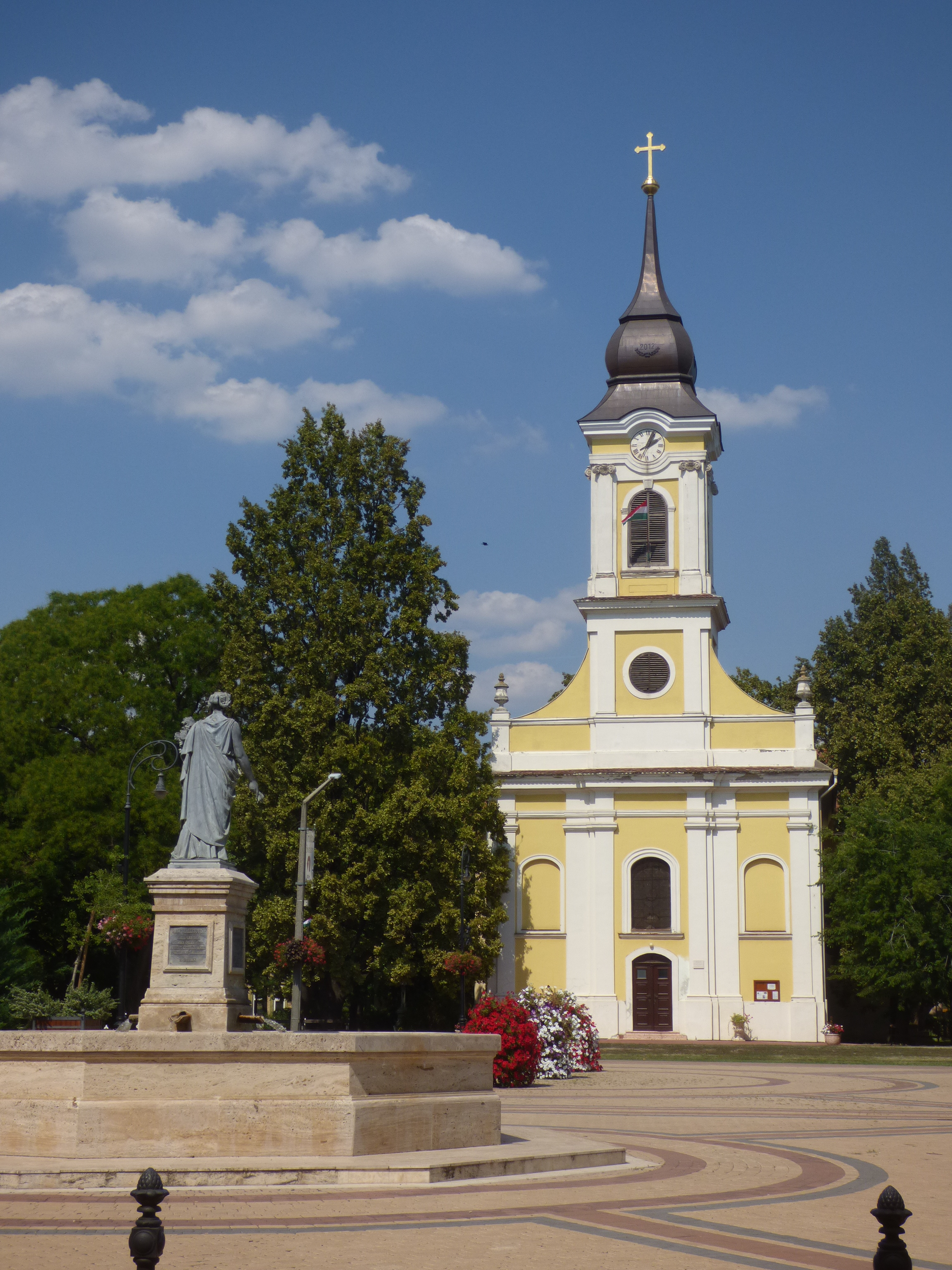
Römisch-katholische Kirche Szent Klára